# Mozelos (Paredes de Coura)
Mozelos é uma povoação portuguesa sede da Freguesia de Mozelos do Município de Paredes de Coura, freguesia com 3,2 km² de área e 343 habitantes (censo de 2021), tendo, por isso, uma densidade populacional de 107,2 hab./km².

## Demografia
A população registada nos censos foi:
| Ano  | 0-14 Anos | 15-24 Anos | 25-64 Anos | > 65 Anos |
| 2001 | 38        | 45         | 177        | 86        |
| 2011 | 37        | 29         | 192        | 89        |
| 2021 | 37        | 22         | 154        | 130       |

## Personalidades ilustres
- Visconde de Mozelos

## Sanatório
Em Mozelos, foi edificado em 1934 o Sanatório de Paredes de Coura. Era uma das três unidades existentes em Portugal para dar assistência aos funcionários dos caminhos de ferro infetados com tuberculose. Fechou em 2002.